# Amtsgericht Bad Neustadt an der Saale

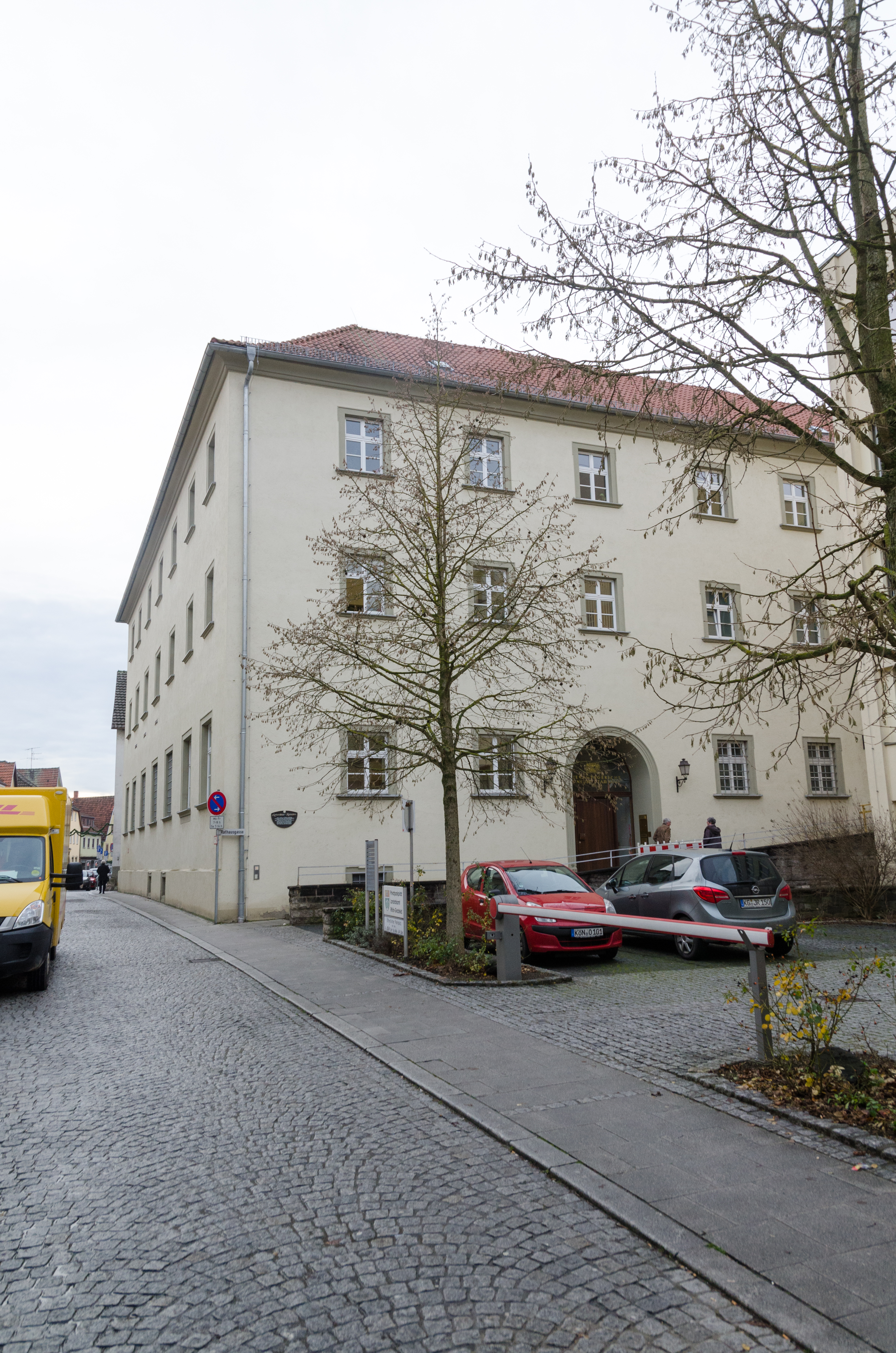
Gerichtsgebäude (2014)

Das Amtsgericht Bad Neustadt an der Saale ist ein Gericht der ordentlichen Gerichtsbarkeit und eines von drei Amtsgerichten im Bezirk des Landgerichts Schweinfurt.

## Gerichtssitz und -bezirk
Sitz des Gerichts ist Bad Neustadt an der Saale. Der Gerichtsbezirk erstreckt sich auf die Städte und Gemeinden des gesamten Landkreises Rhön-Grabfeld mit circa 80.000 Einwohnern. Zuständig ist das Amtsgericht Bad Neustadt a.d. Saale wie jedes Amtsgericht erstinstanzlich für Zivil- und Strafsachen, außerdem für alle Vollstreckungssachen bei Wohnsitz des Schuldners im Gerichtsbezirk. Das Grundbuchamt wird an der Außenstelle in Mellrichstadt geführt.
Als Registergericht und für Zwangsversteigerungs-, Zwangsverwaltungs- und Insolvenzverfahren ist das Amtsgericht Schweinfurt zuständig. Mahnverfahren finden zentral am Amtsgericht Coburg statt. Vollstreckungsverfahren werden zentral vom Amtsgericht Hof wahrgenommen.

## Übergeordnete Gerichte
Dem Gericht unmittelbar übergeordnet ist das Landgericht Schweinfurt. Zuständiges Oberlandesgericht ist das Oberlandesgericht Bamberg.